# Бранд, Фридрих Август
Фридрих Август Бранд (нем. Friedrich August Brand, род. 20 декабря 1735 г. Вена — ум. 9 октября 1806 г. Вена) — австрийский художник-пейзажист, мастер гравюры по меди.

## Биография
Фридрих Август Бранд был членом художнической фамилии Брандов. Художником-пейзажистом был его родившийся во Франкфурте-на-Одере отец, Христиан Хильфегот Бранд (1695—1750), а также братья — Иоганн Христиан Бранд и Карл Генрих Бранд (1724—1787). Учителем пейзажа для Фридриха Августа служил его отец. С 1774 года Ф. А. Бранд — член венской Академии изящных искусств. С 1776 года он работает корректором при своём брате Иоганне Христиане, с 1783 — профессор Академии.
Ф. А. Бранд писал как пейзажи, так и картины на историческую и религиозную тематику. Он работал как масляными красками, так и акварелью, оставил после себя значительное количество произведений графического искусства, в которых чувствуется влияние Якоба Маттиаса Шмутцера. Писал полотна для церквей в Нижней Австрии.